# Xerotus
Xerotus là một chi nấm thuộc họ Polyporaceae.